# 차이비루
차이비루(중국어 정체자: 蔡壁如, 병음: Cài Bìrú, 한자음: 채벽여, 1964년 3월 11일~)는 중화민국의 정치인이다.

## 학력
- 메이허 호리전과학교 간호조산학과
- 더밍 재경 과기대학 정보관리학과 시간제 석사 취소